# 三谷セキサン
三谷セキサン株式会社（みたにセキサン）は、福井県福井市に本社を置くコンクリート二次製品および砂利製品などを製造、販売する企業である。（三谷商事グループ）。

## 沿革
- 1946年2月 - 創業。
- 1956年9月 - 北陸石産工業株式会社設立。
- 1962年11月 - セキサン工業株式会社に商号変更。
- 1963年6月 - 大阪証券取引所2部上場。
- 1983年3月 - 現社名に変更。
- 2013年
  - 4月 - 大阪証券取引所1部に指定替え。
  - 7月 - 大阪証券取引所と東京証券取引所との現物株市場統合に伴い、東京証券取引所1部に指定替え。